# سوي لونا
سوي لونا هي مسلسل تيليفزيوني اخرج من طرف جورج نيسكو ومارتن سابان. تم انتاجه من طرف قناة ديزني شانل الأمريكية الاتينية عرض على قناة ديزني الشرق الأوسط مدبلجاً إلى اللهجة المصرية وعرضت منذ 14 مارس 2016 في أمريكا اللاتينية يعرض المسلسل منذ 18 أبريل 2016
1. 1 2  Česko-Slovenská filmová databáze (بالتشيكية), 2001, QID:Q3561957
2. ↑   http://live.dbpedia.org/resource/Soy_Luna. اطلع عليه بتاريخ 2020-04-19. {{استشهاد ويب}}: |url= بحاجة لعنوان (مساعدة) والوسيط |title= غير موجود أو فارغ (من ويكي بيانات) (مساعدة)
3. ↑   http://dbpedia.org/resource/Soy_Luna. اطلع عليه بتاريخ 2020-04-19. {{استشهاد ويب}}: |url= بحاجة لعنوان (مساعدة) والوسيط |title= غير موجود أو فارغ (من ويكي بيانات) (مساعدة)

## وصلات خارجية
- سوي لونا على موقع IMDb (الإنجليزية)
- سوي لونا على موقع ميوزك برينز (الإنجليزية)
- سوي لونا على موقع كينوبويسك (الروسية)
- سوي لونا على موقع ألو سيني (الفرنسية)
- سوي لونا على موقع قاعدة بيانات الفيلم (الإنجليزية)